# Eurytoma baldingerae
Eurytoma baldingerae is een vliesvleugelig insect uit de familie Eurytomidae. De wetenschappelijke naam is voor het eerst geldig gepubliceerd in 1961 door Erdös.